# Phạm Thị Ngọc Trần
Phạm Thị Ngọc Trần (chữ Hán: 范氏玉陳; 1386 – 24 tháng 3, 1425), còn gọi là là Cung Từ hoàng thái hậu (恭慈皇太后) hay Phạm Hiền phi (范賢妃), là vợ Lê Lợi – thủ lĩnh cuộc khởi nghĩa Lam Sơn, sau trở thành vua Lê Thái Tổ. Bà là người sinh hoàng tử Lê Nguyên Long vào năm Quý Mão (1423), về sau được kế vị ngôi vua của vua Lê Thái Tổ, trở thành vua Lê Thái Tông.

## Tiểu sử
Phạm Thị Ngọc Trần người làng Quần Lai, huyện Lôi Dương (huyện Thọ Xuân ngày nay), Thanh Hoá. Bà là em gái tướng quân Phạm Vấn, người sau này trở thành đại thần nhà Hậu Lê. Ngày 20 tháng 11 năm Quý Mão (1423), năm thứ sáu của cuộc khởi nghĩa, bà sinh hạ Lê Nguyên Long. Lúc này, Thái Tổ Cao Hoàng chống chọi với quân Minh rất kịch liệt, phải di chuyển luôn, bà theo hầu rất gian khổ. Vua Lê Thái Tổ không lập chính thất (vợ cả), chỉ có mấy người là Quận vương mẫu Trịnh Thần phi và Phạm Huệ phi cùng Phạm Thị Ngọc Trần.
Năm Ất Tỵ (1425), Lê Lợi vây thành Nghệ An, khi đến thành Triều Khẩu ở Hưng Nguyên, có đền thờ thần Phổ Hộ, ông nằm mộng thấy một vị thần đến xin một người thiếp và hứa sẽ phù hộ cho Cao Hoàng đập tan quân nhà Minh. Cao Hoàng bèn đem chuyện này ra nói với các bà phi của mình, nói rằng: "Có ai chịu làm vợ thần không? Sau này khi ta lấy được nước sẽ lập con người ấy làm thiên tử". Ai cũng đắn đo, duy chỉ có bà khẳng khái quỳ xuống nói rằng: "Nếu minh công giữ lời hứa, thì thiếp nguyện xả thân. Ngày sau làm nên nghiệp lớn chớ phụ con của thiếp".
Lê Lợi khen ngợi và thương xót, nói với bề tôi, hẹn ngày dâng tế lễ. Lúc đó, Nguyên Long chỉ vừa 3 tuổi, bà đưa cho người hầu cận nuôi nấng và đi theo dàn tế lễ, bà gieo mình chết, đó là ngày 24 tháng 3. Khi Cao Hoàng bình định được quân Minh, ông nói với quần thần: "Bà ấy đáng làm chúa cả trăm vị thần của nước ta, không ai dám trái". bèn sau đó sai người ở động Nhân Trầm là Lê Cối rước quan tài về táng ở Thanh Hóa. Đi đến xã Thịnh Mỹ thì trời tối, chưa kịp qua sông bèn ngủ trọ ở chợ. Đến đêm mối đùn lên quanh quan tài một đống rất cao, biến thành nấm mồ. Sứ giả thấy lạ, trở về tâu Cao Hoàng, ông bèn nói: "Đó là vị thần đã làm theo lời hẹn", nói rồi sai bảo cứ để quan tài ở đó, xây dựng điện Hiến Nhân để thờ, đồng thời lập miếu, đặt thần chủ ở Lam Kinh để cúng tế.

## Báo mộng
Bấy giờ, Cao Hoàng lại lập con trưởng là Quận vương Lê Tư Tề, con của Thần phi Trịnh Thị Ngọc Lữ làm giám quốc, lo triều chính mà quên mất Lê Nguyên Long. Một hôm giữa trưa, Cao Hoàng nằm ngủ chợt mộng thấy Hoàng hậu oán trách rằng: "Đức hoàng phụ công của thiếp; từ hồi mới khởi binh dẹp loạn, đã đem thiếp cho vị thần. Nay được thiên hạ rồi mà ơn thánh chẳng được hưởng", rồi tan biến.
Cao Hoàng hoảng hồn tỉnh dậy, lòng bồi hồi cảm xúc, bèn lập Nguyên Long làm con đích trưởng, cho nối ngôi. Bấy giờ, Quận vương tuy làm giám quốc nhưng bị người chống đối hãm hại, nói rằng quận vương mắc bệnh điên, lại dựng nhiều chuyện làm trái ý hoàng đế. Cao Hoàng buồn bực không thôi, nên có ý phế truất mà còn do dự, nay Hoàng hậu về báo mộng, nên mới có lệnh ấy.

## Truy phong
Năm 1433, Cao Hoàng băng hà, Lê Nguyên Long nối ngôi, tức Thái Tông hoàng đế. Lòng bồi hồi nhớ về người mẹ quá cố, nên Thái Tông truy phong làm Cung Từ Quốc thái mẫu (恭慈國太母). Sai viên Tri tả hữu ban Phạm Vận, anh trai của Quốc thái mẫu được ban quốc tín, và trung thư thị lang Trần Thuấn Du đem thần chủ mới vào thờ phụng ở Thái miếu, mang sách vàng dâng thụy hiệu.
Ngày 8 tháng 7 năm đó, sai hữu bộc xạ Nguyễn Nhữ Lãm đến Lam kinh làm miếu cho Quốc thái mẫu. Tháng 12, sai Nhập nội thiếu bảo Lê Quốc Hưng, Nhập nội hữu bật Lê Văn Linh rước thần chủ của Thái mẫu vào thờ phụng ở Thái miếu.
Tháng 2, năm Thiệu Bình thứ 4 (1437), Thái Tông Văn Hoàng truy tôn mẹ mình làm Cung Từ Quang Mục Hoàng thái hậu (恭慈光穆皇太后), thờ phụng ở Thái Miếu. Về sau người ta đều gọi bà là Cung Từ Cao hoàng hậu (恭慈高皇后).

## Phần mộ
Đến nay vẫn không thể xác định chính xác mộ của Quốc mẫu Phạm Thị Ngọc Trần ở đâu. Ở làng Quần Lai (xã Thọ Diên, huyện Thọ Xuân, tỉnh Thanh Hóa) có một ngôi đền đơn sơ thờ "Quốc mẫu Phạm Thị Ngọc Trần" được dựng lại vào năm 2008 dựa trên nền đền cũ. Trước mặt đền không xa là Sông Chu. Theo nhà nghiên cứu sử địa phương Hoàng Hùng, giữa lòng con sông này có một khối hợp chất, mà ông nghi là ngôi mộ, chìm nổi lập lời dưới sông. Vị trí ông Hoàng Hùng xác định cách đền khoảng 300 – 300 mét. Ông Hoàng Hùng đặt nghi vấn rằng, nhiều khả năng khối hợp chất đó chính là mộ của bà Phạm Thị Ngọc Trần. Điều này phù hợp với việc bà được đưa về an táng ở Thanh Hóa; tuy nhiên hiện nay chỉ có thể xác định đây là một ngôi mộ cổ, về việc có phải mộ của bà Phạm Thị Ngọc Trần hay không vẫn còn là nghi vấn.